# کوتاه‌قامتی

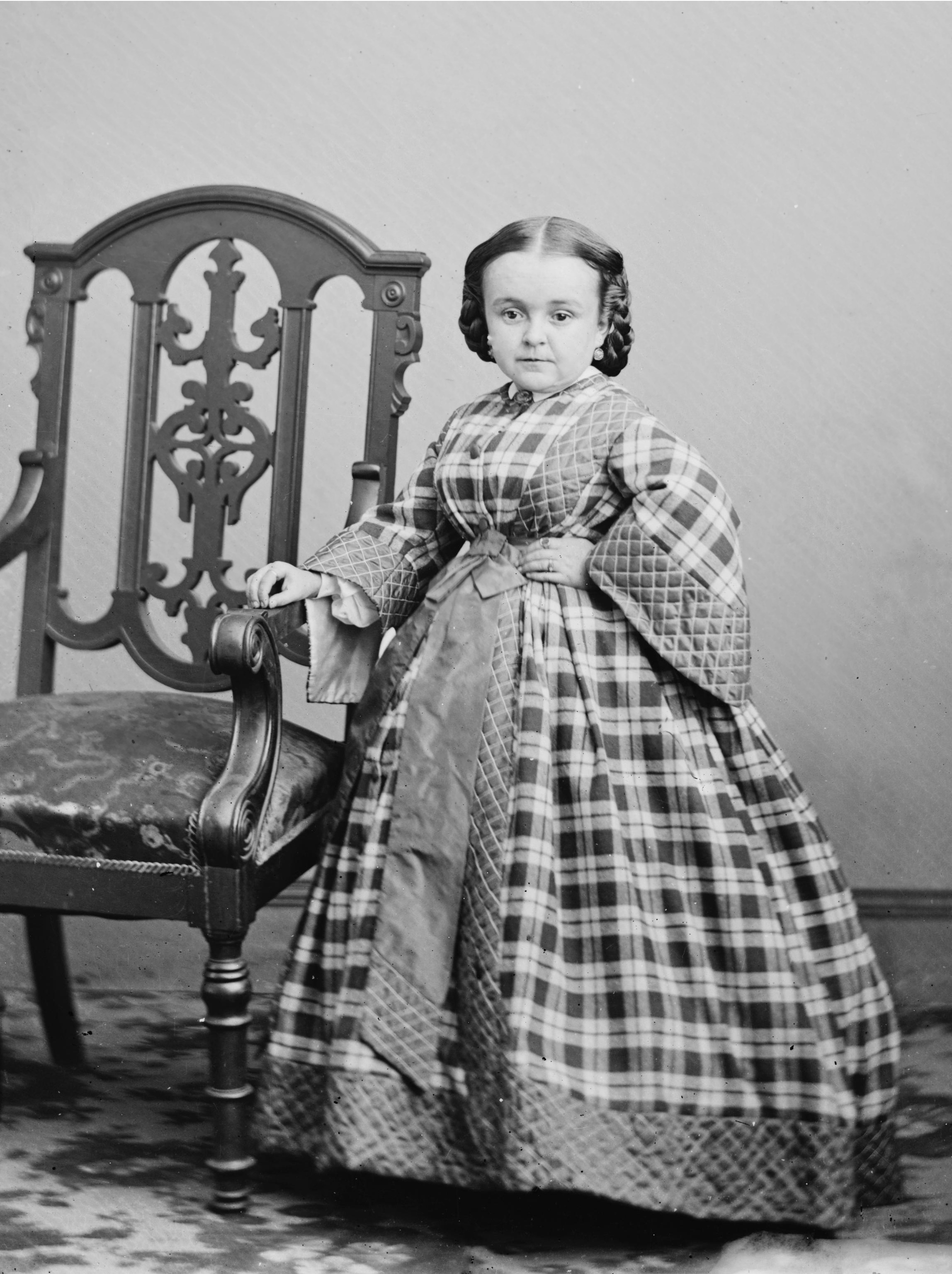
Lavinia Warren، بازیگری با کوتولگی هیپوفیزی (کمبود هورمون رشد)

کوتولگی یا کوتاه‌قامتی یکی از اختلالات رشد در همه جانداران است. «کوتوله» یا «کوتاه‌قامت» در انسان به فرد بالغی گفته می‌شود که قدش کوتاه‌تر از ۱۴۷ سانتی‌متر باشد. بیش از دویست عامل می‌تواند موجب کوتولگی شود، اما رایج‌ترین دلایل آن عبارتند از: کم بودن ترشح هورمون رشد، آکندروپلازی (گونه‌ای اختلال ژنتیکی)، کم‌کاری تیروئید، استئوژنز ایمپرفکتا، نشانگان ترنر، موکوپلی‌ساکاریدوزها و دیگر بیماری‌های ذخیره‌ای، هیپوکندروپلازیا و دیاستروفیک دیسپلازیا.

## اتا، کوتوله ۱۵ سانتیمتری
دانشمندان در سال ۲۰۰۳ در شیلی اکتشاف شگفت‌انگیزی انجام دادند. این اسکلت کوچک به نظر اسکلت انسان بود، اما دارای ویژگی‌های شگرفی بود که دانشمندان را برای ۱۱ سال به چالش کشیده بود. زمانی که برای نخستین بار تصاویر این موجود که به «اتا» معروف است در اینترنت منتشر شد، بسیاری وی را اسکلت یک بیگانهٔ فضایی یا آدم فضایی لقب دادند. اما دانشمندان بعد از چند سال اجازه یافتند که آزمایش‌هایشان را روی این موجود آغاز کرده و یافته‌هایشان را در سال ۲۰۱۳ منتشر کردند.

### ویژگی‌های فیزیولوژیک
شگفت‌انگیزترین واقعیت دربارهٔ اتا این است که او تنها ۱۵ سانتی‌متر قد دارد. این باعث شد بسیاری متقاعد شوند که این اسکلت باقی‌ماندهٔ یک نوزاد نابالغ، یا یک جنین است که (شاید به خاطر مرگ مادر) زودتر از زمان زایمان به دنیا آمده‌است. اما آزمایش بر روی استخوان و حالت فیزیکی آن‌ها نشان داد که این موجود در هنگام مرگ بین ۶ تا ۸ سال سن داشته، یعنی آدمی پانزده سانتی‌متری هشت سال بر روی زمین زیسته‌است. اما قد اتا تنها موردی نبود که دانشمندان را شگفت‌زده کرده بود. انسان دارای ۱۲ استخوان دنده است درحالی‌که این موجود تنها ۱۰ دنده داشت. از طرفی جمجمه‌ی این ارگانیسم نیز دارای نشانه‌هایی از اُکسی‌سفالی است که باعث شکل مخروطی آن شده‌است. بررسی‌ها با اشعه ایکس، کت اسکن و نمونه‌گیری ژنتیکی همهٔ گمانه‌ها مربوط به این‌که اتا موجودی فرازمینی یا حتی گونهٔ دیگری از نخستی‌هاست را باطل کرد. بررسی‌های بعدی جنین نبودن اتا را قطعی ساخت. او دارای دندان بوده‌است و استخوان‌هایش کاملاً رشد کرده و بقایای قلب و شش‌ها هنوز درون قفسی سینه‌اش مشاهده می‌شود.

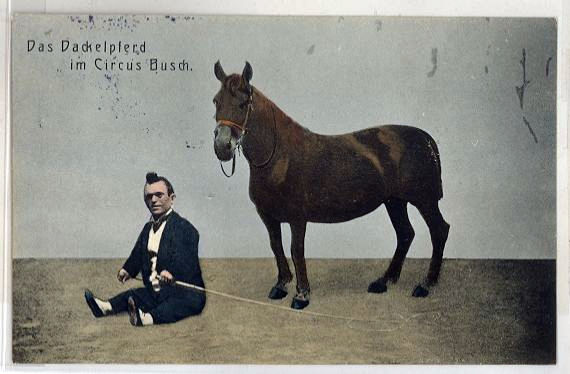
کوتولگی در جانوران و همچنین انسان‌ها رخ می‌دهد. اسب‌ها می‌توانند علائم آکندروپلازی داشته باشند، همان‌طور که در اینجا در کنار یک فرد مبتلا به کوتولگی نشان داده شده‌است. همه نژادهای سگ کوچک کوتولگی را نشان می‌دهند (اندازه استاندارد سگ‌ها، بدون دخالت انسان، مانند گرگ‌ها است).

### فرضیه‌ها
اما چطور انسانی ۱۵ سانتی‌متری تا ۸ سالگی زنده مانده و چرا مومیایی شده‌است؟ چند فرضیه در این رابطه مطرح‌شده‌است که البته هیچ‌کدام تاکنون کاملاً قانع‌کننده نبوده‌اند، اما اتا قطعاً انسان بوده‌است. داده‌ها دربارهٔ این موجود هنوز بسیار مقدماتی و ابتدایی است:
1. کوتولگی: این احتمال وجود دارد که اتا مبتلابه شدیدترین نوع کوتولگی بوده باشد، هرچند کوتاه قدترین فردی که تابه‌حال ثبت‌شده‌است ۵۶٫۶ سانتی‌متر قد داشته، و با این‌که هیچ نشانهٔ ژنتیکی مبنی بر این نقص تابه‌حال در ژنوم این انسان یافت نشده‌است.
2. پروگریا یا پیرکودکی: شاید اتا جنین کوچکی بوده مبتلابه نوع شدیدی از پروگریا که نشانگان پیری را خیلی زود در انسان نمایان می‌کند. هرچند بازهم هیچ نشانه‌ای از این اختلال تاکنون در ژنوم این موجود یافت نشده.
3. جنین با زایمان زودرس: ممکن است اتا جنین مرده‌ای باشد که خیلی زودتر از موعد به دنیا آمده، یا به‌صورت ناخواسته سقط شده باشد، سپس به حالت نامناسبی خشک و مومیایی شده باشد، و شکل عجیب جمجمه حاصل این موضوع است. هرچند این فرضیه دو دندهٔ کمتر و وجود دندان‌ها را توضیح نمی‌دهد.